# David van Goorle
David van Goorle, ou, en latin, David Gorlaeus, (15 janvier 1591, à Utrecht – 21 avril 1612 , à Cornjum), est un philosophe des Provinces-Unies (aujourd'hui dans les Pays-Bas). On se souvient de lui parce qu'il a été, au XVIIe siècle, un antiaristotélicien et un partisan de l'atomisme.

## Biographie
Van Goorle est le fils d'un réfugié protestant d'Anvers. À la naissance de David, son père est trésorier du comte de Moers. Sa mère, fille de l'amiral Doeke van Martena, est de la noblesse frisonne.
En 1606 il s'inscrit en arts à l'université de Franeker ; il y est l'élève de Henri de Veen (Henricus de Veno (v. 1574–1613)), un antiaristotélicien. À partir d'avril 1611 il étudie la théologie à l'université de Leyde.
David van Goorle meurt à 21 ans. Sa pierre tombale, dans l'église de Cornjum, dit de lui qu'il était savant et très intelligent.

## Idées et place dans l'histoire

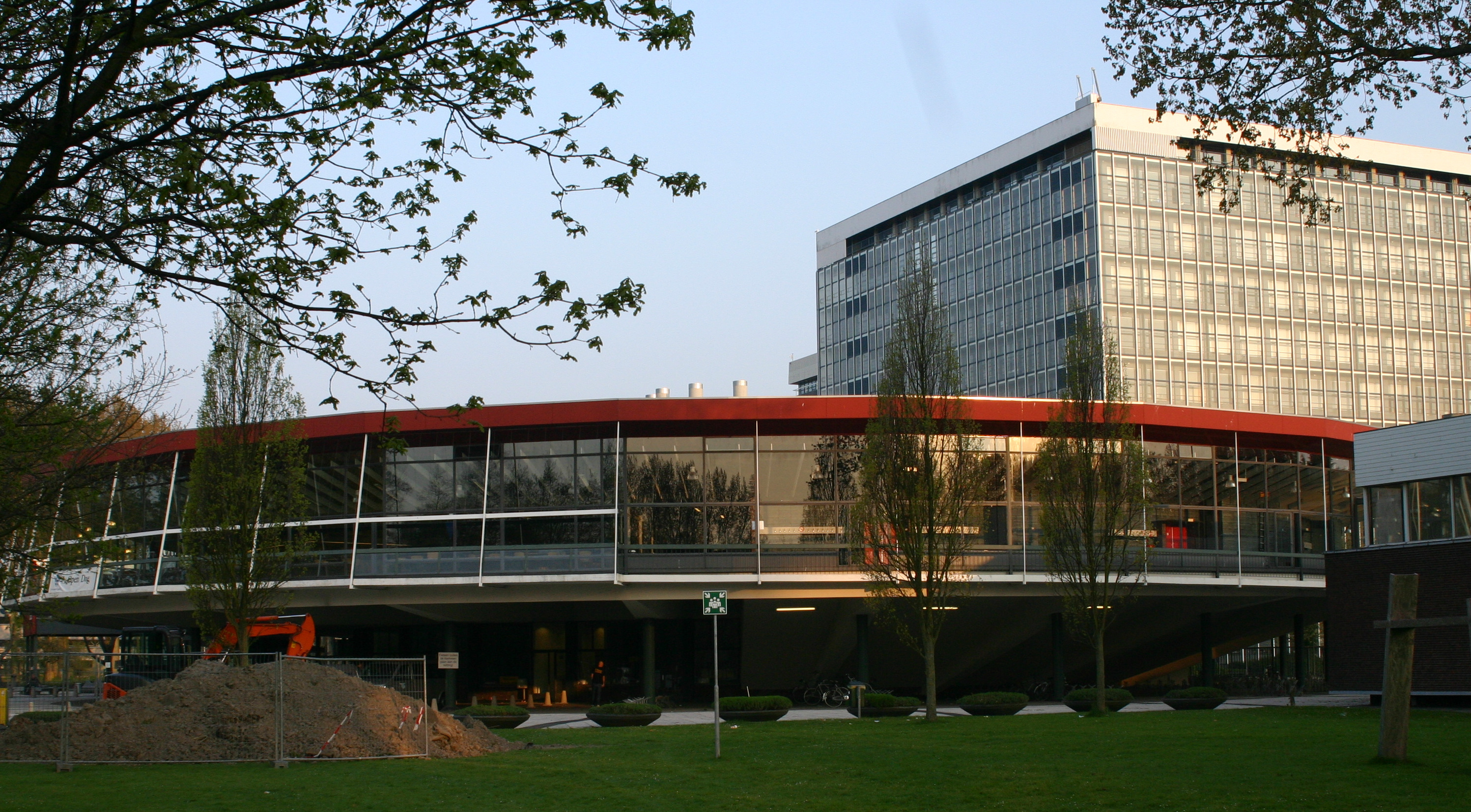
Bâtiment Gorlaeus, université de Leyde

Gorlaeus, ou, comme l'appelaient ses contemporains francophones, Gorlée, a écrit, à peu près à la même époque, deux ouvrages, publiés après sa mort, l'un (son œuvre principale) en 1620 (huit ans après), l'autre en 1651 (39 ans après). Ils lui donnent une place :
- parmi les antiaristotéliciens (et van Goorle est l'un des plus radicaux) :

« Dans les Exercitationes philosophicae (1620) de David Gorlaeus, publiées après sa mort, les universaux n'avaient pas d'existence ; seules les choses individuelles, définies par leurs propriétés intrinsèques, étaient réelles : c'est-à-dire qu'essence et existence, essence et propriétés, quantité et corps, étaient la même chose. On ne pouvait distinguer les attributs d'un corps, comme le nombre, la quantité et les propriétés physico-chimiques, que par une opération de l'esprit. La seule réalité était la réalité des détails physiques, les atomes. »
— Meinel 1988, p. 72
- parmi les philosophes atomistes, c'est-à-dire parmi ceux qui croient que la divisibilité de la matière a un terme, l'« a-tome[8] » (le « non-divisible ») :
  - les atomistes de l'Antiquité étant Démocrite et Épicure (plus Lucrèce, défenseur de ce dernier),
  - les atomistes modernes étant Gorlaeus, et, par exemple, Pierre Gassendi et Daniel Sennert[9]. Tous les corps, dit Gorlaeus, sont composés d'atomes[10].

Même si on le connaît très peu aujourd'hui, Gorlaeus fut au moins jusque vers 1650 le diable en personne, un modèle de l'irréductible antiaristotélicien. En 1624, le père Mersenne peint un tableau épouvantable de ce philosophe protestant qui croit qu'une créature peut tirer quelque chose de rien, qu'un accident peut passer d'une substance à l'autre et même qu'il existe des atomes, le tout avoisinant le déisme, sinon l'athéisme. Mersenne le mentionne du même souffle que Giordano Bruno (et son disciple anglais Nicholas Hill (en)), Tommaso Campanella et Jean Bodin,. Trente-huit ans après Mersenne, Arnold Verhel, professeur à l'université de Franeker, se plaint encore des gorléens.
Autrement dit, la mise en question de la distinction aristotélicienne entre substance et accident pouvait amener des gens à souhaiter voir quelqu'un sur le bûcher. Mersenne changera d'avis. De plus, le jeune Gorlaeus n'est pas le seul à donner des coups de boutoir dans l'aristotélisme ; il rejoint au contraire le groupe que Descartes, en 1630, appellera les « novateurs » : « Gorlee, Charpentier, Basso, Hill, Campanella, Brun, Vanin ».
On pense qu'Exercitationes philosophicae (1620) a influencé Descartes et Hendrik De Roy (Henricus Regius).

## Œuvres
- (la) Exercitationes philosophicae[16] (Exercices philosophiques), Leyde, 1620
- (la) Idea physicae, Utrecht, 1651[17] — Petit tirage[18]

### Éponymie
- L'université de Leyde a donné son nom à l'un de ses bâtiments[19],[20].